# لا تزن
«لَا تَزْنِ» هي الوصية السابعة من الوصايا العشر في الكتاب المقدس العبري، والتي كُتبت على ألواح موسى. تُعتبر هذه الوصايا ضروريات أخلاقية، ولا تزال تعتبر قانونًا قابلاً للإنفاذ من قبل البعض. ويصف سفر الخروج الوصايا العشر على أنها كلام الرب، نقشت على لوحين حجريين بإصبع الرب، كسرها موسى، وأعاد الرب كتابتها على أحجار بديلة. لم يحدد المقطع بوضوح شكل الزنا، وكان موضوع نقاش داخل اليهودية والمسيحية.

## العهد القديم

### قبل الوصية

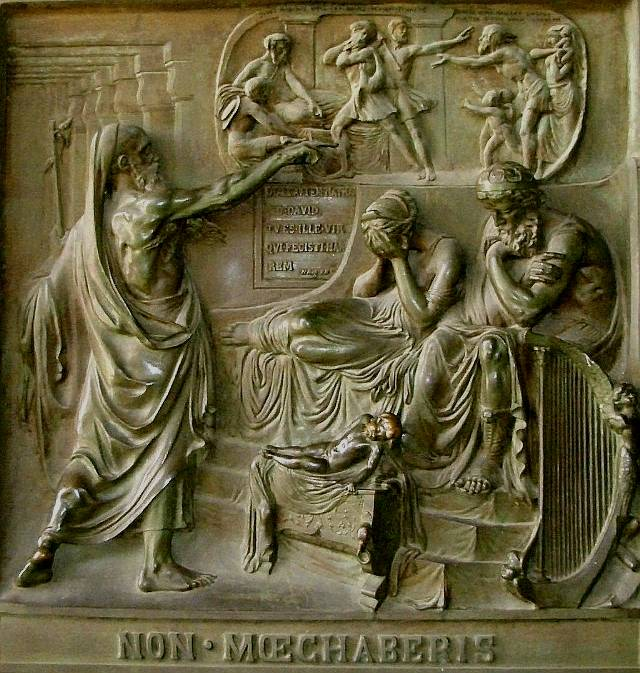
"لا تزن"، هنري دي تريكيتي، 1837. لوحة نقش من البرونز على باب مادلين، باريس

في سفر التكوين 39، في قصة يوسف الذي يقع في العبودية في مصر وسرعان ما يرتقي إلى موقع بارز وناجح ويدير أسرة بوتيفار، ويقاوم رغبة زوجة بوتيفار في الزنا «يومًا بعد يوم»، محتجًا على أنه لا يرغب في خيانة ثقة بوتيفار. ولما عرضت نفسها عليه؛ هرب وترك يوسف عباءة وراءه. تستخدم زوجة بوتيفار هذا «الدليل» لاتهام زائف بالاغتصاب، ويُسجن يوسف.

### بعد تجلي الرب على جبل سيناء
بحسب سفر الخروج، أمر الرب بتحريم الزنا على بني إسرائيل على جبل سيناء التوراتي. وكانت واحدة من الوصايا العشر التي كتبها إصبع الرب على الألواح الحجرية. وابتكرت بعض الأساليب على إثر ذلك، فابتُكرن محنة الماء المر لإثبات ذنب أو براءة زوجة يشتبه زوجها في أنها زانية. وإذا قُبض على الزناة يجب أن يشهد على الأقل شاهدين لتنفيذ عقوبة الإعدام.
بحسب الكهنوت اليهودي فإن الزنا هو تكوين من علاقات جنسية بين رجل وامرأة متزوجة أو مخطوبة ليست زوجته. وإذا كان الرجل له علاقات جنسية مع امرأة ليست متزوجة أو مخطوبة فلا يُعتبر زانيًا، ولكنه يُجبر على الزواج من المرأة وعدم تطليقها حتى نهاية حياته.
تَعتبِرُ التقاليدُ اليهوديةُ المرأةَ التي اغتُصِبَت غيرَ مذنبة، على أن تصرخ طلبًا للمساعدة (والذي يعتبر دليلاً على عدم موافقها). وبحسب سفر التثنية تم التأكيد على وصية تحريم الزنا مع انتقال قيادة بني إسرائيل من موسى إلى يشوع.